# The Monochrome Set
The Monochrome Set — британская рок-группа, образованная в 1978 году в Хорнси, Лондон, Англия, участниками незадолго до этого распавшихся The B-Sides и исполнявшая алт-/инди-рок, отмеченный большей частью юмористическими текстами, замысловатой ретро-стилистикой и визуальными экспериментами. Группа не имела большого коммерческого успеха: в национальные чарты входили лишь один альбом Srange Boutique (#62, 1980) и два сингла («Jacob’s Ladder», «Wallflower», оба − 1985). Три альбома Monochrome Set входили в первую двадцатку UK Indie Chart.

## История группы
В первый состав The Monochrome Set вошли вокалист и автор песен Бид (англ. Bid, настоящее имя Ганеш Сешадри), канадский гитарист Лестер Сквэйр (англ. Lester Square, настоящее имя — Том Харди), барабанщик Джон Хэйни (англ. John Haney) и басист Чарли Харпер (англ. Charlie Harper). На смену двум последним почти сразу же пришли Джереми Харрингтон (экс-Gloria Mundi, Mean Street) и Джей Ди Кроу из Art Attacks. В 1979 году с Monochrome Set начал работать кинематографист-экспериментатор Тони Поттс: созданные им визуальные имиджи настолько прочно ассоциировались с ранними концертными выступлениями группы, что его часто называли пятым её участником.
Подписав контракт с Rough Trade Records, группа выпустила три сингла — «He’s Frank» (если верить легенде, — про Фрэнка Тови, он же — Fad Gadget), «Eine Symphonie des Grauens» и считавшийся «программным» «Monochrome Set» — вещи крайне разнообразные по стилистике и содержанию. После того, как басист Энди Уоррен (так же, как и Бид — бывший частник The B-Sides) вернулся из Adam and the Ants, Monochrome Set выпустили дебютный альбом Strange Boutique, за которым последовал Love Zombies, с синглами из которого группа выступила на телевидении. Оба альбома были тепло встречены музыкальной критикой, признавшую полную неспособность классифицировать группу, которой удалось соединить в своем творчестве минимализм, артовость и уникальное чувство юмора.
С новым гитаристом Фозом (англ. Foz), клавишницей Кэролайн Бут и ударником Ником Весловским, The Monochrome Set выпустили (уже на Cherry Red Records) Eligible Bachelors, альбом c подчищенным, сглаженным звучанием. Год спустя инди-хитом в Британии стал «The Jet Set Junta», сатирический опус о Фолклендском конфликте. После ухода Сквэйра с новым гитаристом Джеймсом Фостером группа записала почти мейнстримовский The Lost Weekend (Warner Bros., 1985), коммерческий провал которого и предопределил её распад.
В 1990 году Бид, Лестер Сквэйр и Энди Уоррен реформировали Monochrome Set, пригласив к участию клавишника Орсона Презенса и ударника Майка Слокомба (которого позже заменил Тревор Риди). В этом составе группа провела мировое турне и огромный успех имела в Японии, где Бид (этнический индус) приобрел почти суперзвездный статус.
В конце 90-х годов Бид образовал собственную группу Scarlet’s Well и выпустил с ней 4 студийных альбома на Siesta Records: «Strange Letters» (1999), «The Isle Of The Blue Flowers» (2000), «Alice In The Underworld» (2002) и «The Dream Spider Of The Laughing Horse» (2004).

## Дискография

### Альбомы
- Strange Boutique (1980)
- Love Zombies (1980)
- Eligible Bachelors (1982)
- Volume, Contrast, Brilliance (1983)
- The Lost Weekend (1985)
- Fin (1986)
- Dante's Casino (1990)
- Misere (1995)
- Chaps (1997)[2]
- Trinity Road (1999)
- Platinum Coils (2012)
- Super Plastic City (2013)
- Spaces Everywhere (2015)
- Cosmonaut (2016)
- Maisieworld (2018)
- Fabula Mendax (2019)

### Синглы
- He’s Frank/Alphaville (1979)
- Eine Symphonie Des Grauens/Lester Leaps In (1979)
- The Monochrome Set/Mr.Bizarro (1979)
- He’s Frank (Slight Return)/Silicon Carne/Fallout (1979)
- The Strange Boutique/Surfin SW12 (1980)
- 405 Lines/Goodbye Joe (1980)
- Apocalypso/Fiasco Bongo (1980)
- Ten Don’ts for Honeymooners/Straits of Malacca (1981)
- The Mating Game/J.D.H.A.N.E.Y (1982)
- Cast a Long Shadow/The Bridge (1982)
- The Jet Set Junta/Love Goes Down the Drain/Noise (1982)
- Jacob’s Ladder/Andiamo (1985)
- Wallflower/Big Ben Bongo (1985)
- I Love Lambeth/Kissy Kissy/All Over/Closing Time (1995)